# 1808 Белерофонт
1808 Белерофонт (енгл. 1808 Bellerophon) је астероид главног астероидног појаса са пречником од приближно 15,41 km.
Афел астероида је на удаљености од 3,240 астрономских јединица (АЈ) од Сунца, а перихел на 2,255 АЈ.
Ексцентрицитет орбите износи 0,179, инклинација (нагиб) орбите у односу на раван еклиптике 2,036 степени, а орбитални период износи 1663,808 дана (4,555 године).
Апсолутна магнитуда астероида је 12,10 а геометријски албедо 0,107.
Астероид је откривен 24. септембра 1960. године.